# NGC 1289
NGC 1289 est une galaxie lenticulaire située dans la constellation de l'Éridan.NGC 1289 a été découverte par l'astronome américain Lewis Swift en 1886. Cette galaxie a aussi été observée par l'astronome français Guillaume Bigourdan le 14 décembre 1887 et elle a été ajoutée plus tard à l'Index Catalogue sous la désignation IC 314.

## Caractéristiques
Sa vitesse par rapport au fond diffus cosmologique est de 2 619 ± 13 km/s, ce qui correspond à une distance de Hubble de 38,6 ± 2,7 Mpc (∼126 millions d'al).
À ce jour, une mesure non basée sur le décalage vers le rouge (redshift) donne une distance d'environ 25,500 Mpc (∼83,2 millions d'al). Cette valeur est nettement à l'extérieur des valeurs de la distance de Hubble. Notons que c'est avec la valeur moyenne des mesures indépendantes, lorsqu'elles existent, que la base de données NASA/IPAC calcule le diamètre d'une galaxie et qu'en conséquence le diamètre de NGC 1289 pourrait être d'environ 22,5 kpc (∼73 400 al) si on utilisait la distance de Hubble pour le calculer.